# Kimon Georgiew
Kimon Georgiew Stojanow (bułg. Кимон Георгиев Стоянов; ur. 11 sierpnia 1882 w Pazardżiku, zm. 28 września 1969 w Sofii) – bułgarski wojskowy i polityk, deputowany do Zwyczajnego Zgromadzenia Narodowego 21. (1923–1927), 22. (1927–1931) i 26. (1945–1946) kadencji, do Wielkiego Zgromadzenia Narodowego 6. kadencji (1946–1949) oraz do Zgromadzenia Narodowego 1. (1950–1953), 2. (1954–1957), 3. (1958–1961) i 4. kadencji (1962–1965). Premier Bułgarii w latach 1934–1935 oraz 1944-1946. Od 1946 do 1962 wicepremier i minister w kilku kolejnych rządach. Od 1962 do śmierci członek Prezydium Zgromadzenia Narodowego. Uczestnik trzech zamachów stanu.

## Życiorys
W 1902 ukończył Szkołę Wojskową Jego Królewskiej Mości w Sofii. Uczestniczył w wojnach bałkańskich jako dowódca kompanii i w I wojnie światowej jako dowódca batalionu. W 1920 przeszedł w stan spoczynku w stopniu podpułkownika.
W 1919 współtworzył organizację bułgarskich oficerów – tzw. Związek Wojskowy, a w 1922 opozycyjne wobec reżimu Stambolijskiego Porozumienie Narodowe. 9 czerwca 1923 wziął udział w zamachu stanu, po którym został jednym z liderów nowo powstałego Porozumienia Demokratycznego. W 1926 wszedł do pierwszego rządu Andreja Lapczewa, w którym objął Ministerstwo Kolei, Poczty i Telegrafu.
Na początku lat 30. stanął na czele Koła Politycznego „Zweno”, dążącego do obalenia rządów Bloku Narodowego i ustanowienia rządów autorytarnych. 19 maja 1934 Zweno i Związek Wojskowy przeprowadziły zamach stanu, po którym Georgiew został premierem kraju i jednocześnie ministrem spraw zagranicznych i wyznań religijnych (19–23 maja 1934) oraz ministrem sądownictwa (23 maja 1934 – 22 stycznia 1935). Rząd Georgiewa rozwiązał Zgromadzenie Narodowe, zdelegalizował wszystkie partie polityczne i związki zawodowe i sprawował władzę autorytarną poprzez dekrety i rozporządzenia. Na początku 1935 car Borys III doprowadził do dymisji gabinetu i Koło Polityczne „Zweno” stopniowo utraciło wpływy polityczne.
W latach 40. Georgiew nawiązał współpracę z bułgarską lewicą i wszedł do zarządu budowanego przez komunistów Frontu Ojczyźnianego, którego celem było wystąpienie kraju z grupy państw Osi i przyłączenie go do koalicji antyhitlerowskiej oraz likwidacja monarchii. Po zamachu stanu przeprowadzonym przez bojówki Frontu 9 września 1944 Georgiew stanął na czele nowego gabinetu. Jego rząd podpisał rozejm ze Związkiem Radzieckim i przyłączył kraj do państw alianckich, a także zainicjował plebiscyt w sprawie zmiany ustroju politycznego. W okresie sprawowania funkcji premiera przez Georgiewa, Front Ojczyźniany zapoczątkował system represji wobec opozycji antykomunistycznej powołując do tego celu Sąd Ludowy i tworząc obozy pracy przymusowej.
Od roku 1946 na czele kolejnych rządów stawali działacze Bułgarskiej Partii Komunistycznej. Przez 16 lat Georgiew pełnił w nich funkcje członka Rady Ministrów i zwierzchnika różnych resortów ministerialnych, a od 1962 do chwili śmierci wchodził w skład Prezydium Zgromadzenia Narodowego.

## Funkcje sprawowane przez Georgiewa w Radzie Ministrów
Kimon Georgiew zajmował następujące stanowiska w rządach Bułgarii oraz Ludowej Republiki Bułgarii (w porządku chronologicznym):
- w pierwszym rządzie Andreja Lapczewa
  - min. kolei, poczty i telegrafu (4 stycznia 1926 – 3 marca 1928)
- w swoim pierwszym rządzie
  - premier (19 maja 1934 – 22 stycznia 1935)
  - min. spraw zagranicznych i wyznań religijnych (19 maja 1934 – 23 maja 1934)
  - min. sądownictwa (23 maja 1934 – 22 stycznia 1935)
  - na czele Ministerstwa Wojny (19 maja 1934)
- w swoim drugim rządzie
  - premier (9 września 1944 – 31 marca 1946)
  - min. bez teki (9 września 1944 – 31 marca 1946)
- w swoim trzecim rządzie
  - premier (31 marca 1946 – 22 września 1946)
  - min. bez teki (31 marca 1946 – 22 września 1946)
  - tymczasowo na czele Ministerstwa Wojny (25 września 1946 – 22 listopada 1946)
- w pierwszym rządzie Georgiego Dimitrowa
  - wicepremier i min. spraw zagranicznych (22 listopada 1946 – 11 grudnia 1947)
- w drugim rządzie Georgiego Dimitrowa
  - wicepremier i min. ds. elektryfikacji i melioracji (11 grudnia 1947 – 29 stycznia 1950)
- w rządzie Wasyla Kołarowa i Wyłka Czerwenkowa
  - min. ds. elektryfikacji i melioracji (20 stycznia 1950 – 5 lutego 1951)
- w pierwszym rządzie Wyłka Czerwenkowa
  - min. ds. elektryfikacji (5 lutego 1951 – 20 stycznia 1954)
- w rządzie Wyłka Czerwenkowa i Antona Jugowa
  - min. ds. elektryfikacji (20 stycznia 1954 – 1 lutego 1957)
- w pierwszym rządzie Antona Jugowa
  - minister ds. elektryfikacji i gospodarki wodnej (1 lutego 1957 – 15 stycznia 1958)
- w drugim rządzie Antona Jugowa
  - minister ds. elektryfikacji i gospodarki wodnej (15 stycznia 1958 – 16 marca 1959)
  - przewodniczący Komitetu ds. Budownictwa i Architektury (16 marca 1959 – 25 grudnia 1959)
  - wicepremier (25 grudnia 1959 – 17 marca 1962)

## Życie prywatne
Kimon Georgiew był żonaty z Weską Rodewą, z którą miał dwie córki: Mariję i Kornelię. Marija poślubiła Ginia Ganewa, w latach 2005–2010 pierwszego ombudsmana Republiki Bułgarii.